# Ovocyrtusa newtoni
Ovocyrtusa newtoni – gatunek chrząszcza z rodziny grzybinkowatych i podrodziny Leiodinae.
Gatunek ten opisany został po raz pierwszy w 1985 roku przez Hermanna Daffnera na łamach „Acta Coleopterologica”. Epitet gatunkowy nadano na cześć Alfreda Francisa Newtona.
Chrząszcz osiągający od 1,8 do 2,6 mm długości ciała. Ubarwienie ma czerwonobrązowe z żółtoczerwonymi buławkami czułków. Głowa cechuje się wyraźnie wykrojoną, dwupłatową wargą górną oraz obecnością czterech dużych punktów na ciemieniu. Punktowanie na pokrywach rozmieszczone jest w wyraźnych, silnie zakrzywionych rzędach. Grube i rozproszone  punktowanie na bokach zapiersia odróżnia ten gatunek od O. bipunctata, O. bicolor i O. thayeri. Odnóża mają na goleniach dużą liczbę silnych kolców. U obu płci stopy przedniej i środkowej pary mają pięć, a tylnej pary cztery człony. Genitalia samca charakteryzują się krótszymi niż u O. atricornis, sięgającymi do ⅔ długości płata środkowego edeagusa paramerami.
Owad neotropikalny, endemiczny dla Chile.